# 黑尾雙臂躄魚
黑尾雙臂躄魚，為輻鰭魚綱鮟鱇目躄魚亞目四臂躄魚科的其中一種，分布於澳洲及印尼海域，棲息深度6-146公尺，體長可達5.7公分，棲息在沙泥底海域，罕見，生活習性不明。